# Cubillo
Cubillo (auch: El Cubillo) ist eine Gemeinde (municipio) in der spanischen Provinz Segovia. Sie liegt im Süden der Autonomen Region Kastilien und León, an der Nordwestabdachung der Sierra de Guadarrama. Sie hat 73 Einwohner (Stand: 2024). 

## Geographie
Cubillo liegt etwa 22 Kilometer nordwestlich vom Stadtzentrum von Segovia in einer Höhe von ca. 1050 m. 
Cubillo befindet sich innerhalb der Zone des kontinentalen mediterranen Klimas.

## Bevölkerungsentwicklung
| Jahr      | 1970 | 1981 | 1991 | 2001 | 2011 | 2021 |
| Einwohner | 97   | 77   | 73   | 40   | 68   | 76   |

## Sehenswürdigkeiten

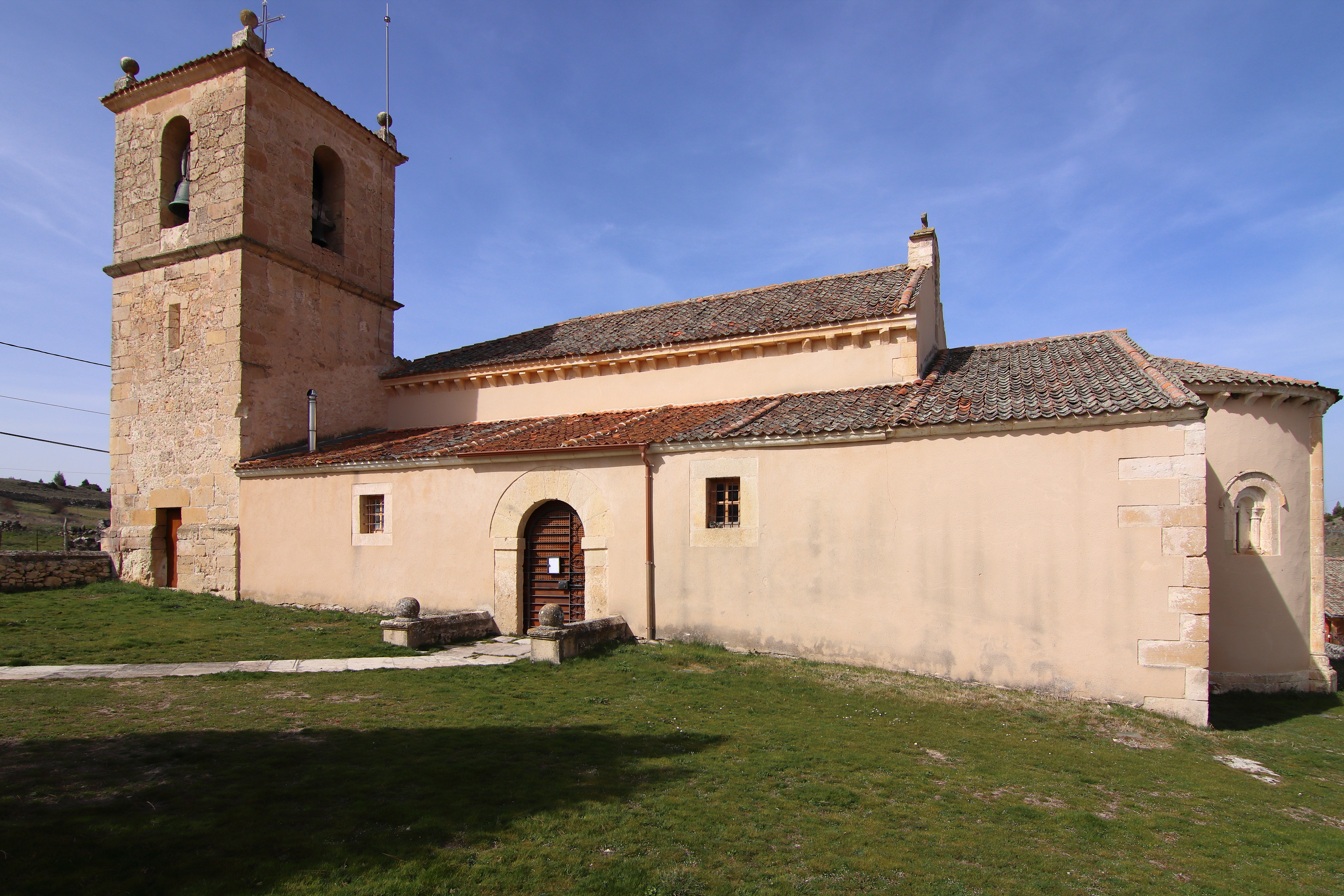
Johanniskirche
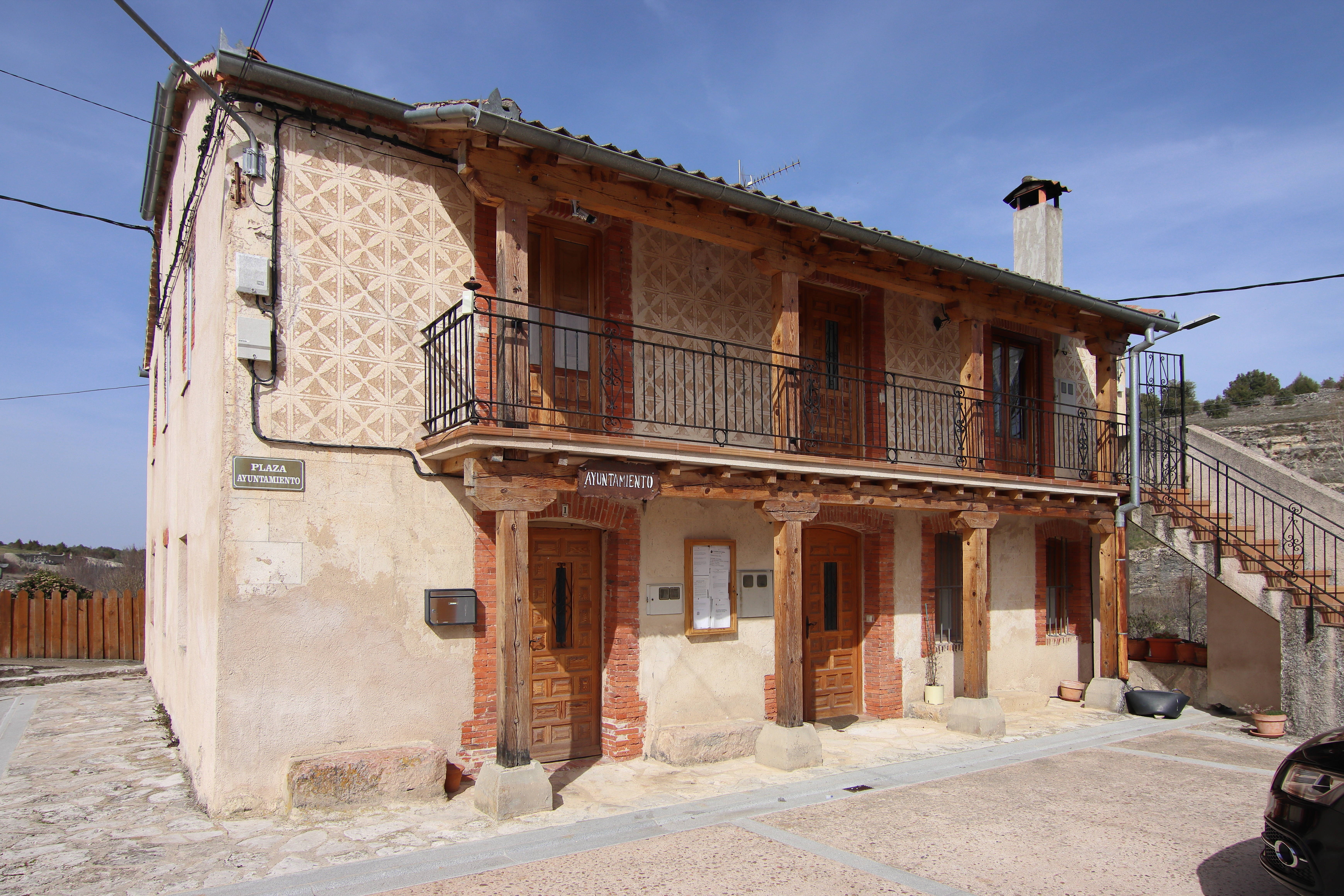
Rochuskapelle

- Johanniskirche
- Rathaus